# 10263 Vadimsimona
10263 Vadimsimona este un asteroid care a fost descoperit la 24 septembrie 1976 de către N. S. Cernîh de la Observatorul din Crimeea.
Asteroidul prezintă o semiaxă majoră de 2,6612200 u.a. și o excentricitate de 0,1718266, înclinată cu 10,35793° față de ecliptică.

## Legăturiexterne
- 10263 Vadimsimona, ssd.jpl.nasa.gov

1. 1 2 3  JPL Small-Body Database, accesat în 27 noiembrie 2023